# Uebelmannia gummifera
Uebelmannia gummifera es una especie de planta con flor en la familia Cactaceae. 

## Descripción
Es un cacto enano, solitario, cilíndrico, de 5-8 cm de diámetro y 9-12 cm de alto (pero la variedad gigantea alcanza 15 dm de altura); 32 prominentes costillas, gris verdoso, aterciopelado, con 1 espina larga central de 1 cm de largo, y 3 radiales de 5 mm de largo. Flores amarillas esporádicas diurnas, de 2 cm de largo y 15 mm de diámetro. 

## Ecología
Es endémica de Brasil.  Su hábitat natural es la sabana seca.  No admite menos de 15 °C
Está amenazada por pérdida de hábitat. 
Se la ubica de 900 a 1600 m s. n. m. en la "Serra de Ambrosa", Minas Gerais.